# 怀化市第三中学

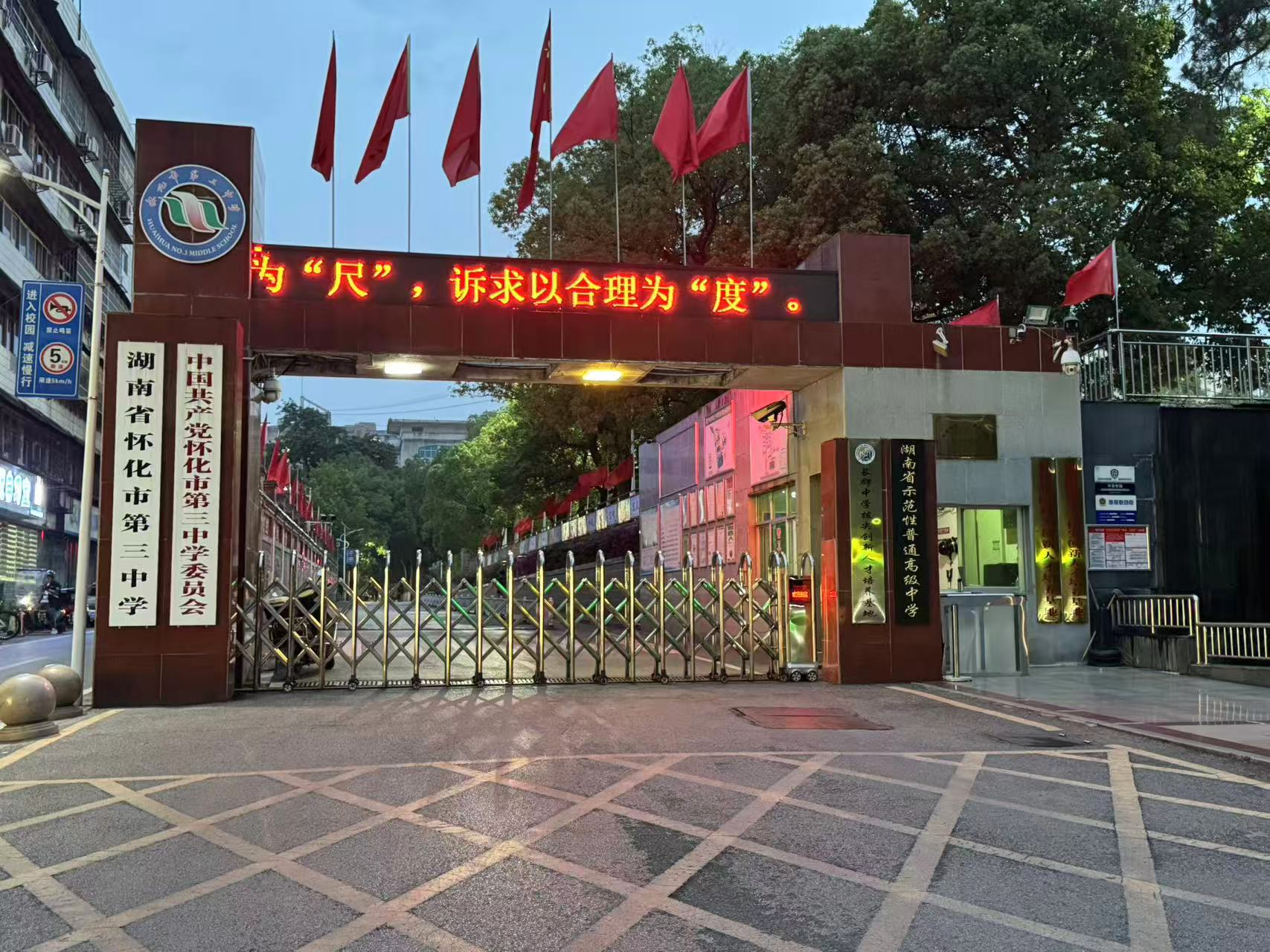
怀化市第三中学大门口

怀化市第三中学（英語：No.3 Middle School Huaihua）位于湖南省怀化市鹤城区，为怀化市公立学校，湖南省示范性中学之一。

## 历史
1958年，“怀化县一中高中部”建立，它是怀化市第三中学的前身；后更名为“怀化市第三中学”。

## 学校建筑
- 图书馆
- 文化墙
- 主教学楼
- 原高一教学楼
- 高三教学楼（原怀化市三完小校区）

在高三部教学楼一楼架空层，有一些书籍供学生自助借阅。
- 科教楼
- 学生宿舍
- 食堂
- 高三部食堂
- 高三部学生宿舍
- 体育馆
- 家属区
- 操场
- 后山花园

## 著名校友
- 刘真，企业家。[2]
- 张志，中国书法家协会会员、中南林业科技大学教授。[2]
- 申甲，桂林山水“桂林人集团”CEO。[2]
- 袁国平，中国科学院青年科学家。[2]
- 邓文革，广东领创科技、广西西来实业的创办者。[2]
- 周汝谦，教育家。[2]
- 丁卫，北京华渥科技科学工作者。[2]
- 刘志刚，中国人民解放军军官。[2]
- 牟晓峰，上海纽恩特公司创办者。[2]
- 魏欣，中华人民共和国外交官。[2]
- 杨司贵，中国绿地集团经济学家。[2]
- 杨洁，设计师，北京奥运会服装设计师。[2]

## 奖项
怀化市第三中学先后荣获“全国社会实践活动先进单位”、“全国和谐校园先进学校”、“全国学校艺术教育工作先进单位”、“国家级体育传统项目学校”、“湖南省文明卫生单位”、“传统项目先进单位”、“群体活动先进单位”、“军训工作先进单位”、“高考优秀考点”、“中学生社会实践先进单位”、“勤工俭学先进单位”、“省级园林式单位”、“省级安全文明校园”、“省级语言文字规范化示范校”、“省道路交通安全文明示范单位”、“省两型社会示范学校”、“怀化市十佳领导班子”和“怀化市双文明单位”等荣誉奖项。